# شينجي والأصدقاء السعداء
شينجي والأصدقاء السعداء (シンジと愉快な仲間たち Shinji to Yukai na Nakama-tachi) هي سلسلة من ألعاب الحاسوب مقتبسة من أنمي ومانغا نيون جينيسيس إيفانجيليون من إصدار غايناكس، غالبية الألعاب نسخ بموضوع إيفانجيليون لألعاب بطاقات مألوفة، في حين أن مهمات المنطق هي لعبة أحجية شبكة عددية. صممت جميع الألعاب لنظام مايكروسوفت ويندوز 98. أصدرت جميع الألعاب في 1999.

## الألعاب
- شينجي والأصدقاء السعداء: شاملة رجل غني، رجل مسكين (يوليو 1999)
 لعبة دايهنمن يظهر فيها شينجي، وريه، وأسكا، وتوجي، وريتسكو، وميساتو، وكاجي، وغيندو وكاورو. أدنى المتطلبات لهذه اللعبة هي: حاسوب بنتيوم برام مساحتها 16 مب، شاشة بدقة 640×480، 5 مب من مساحة القرص، ونظام تشغيل ويندوز 95-J. الإصدارات السابقة من اللعبة أتت مع إصدار محدود لعملة بنك أسكا.
- شينجي والأصدقاء السعداء: الصفحة الأمريكية 1 (1999)
- شينجي والأصدقاء السعداء: بونجورنو 7-أب (1999)
- شينجي والأصدقاء السعداء: هل ذاك سوليتير؟ (1999)
- شينجي والأصدقاء السعداء: مهمات المنطق (1999)
- شينجي والأصدقاء السعداء: اصطدام هانافودا الثاني (1999)

## وصلات خارجية
- برمجيات إيفانجيليون من غايناكس. (وصلة مؤرشفة.)

الألعاب المنفردة
- شينجي والأصدقاء السعداء: شاملة رجل غني، رجل مسكين. (وصلة مؤرشفة.)
- شينجي والأصدقاء السعداء: الصفحة الأمريكية 1. (وصلة مؤرشفة.)
- شينجي والأصدقاء السعداء: بونجورنو 7-أب. (وصلة مؤرشفة.)
- شينجي والأصدقاء السعداء: هل ذاك سوليتير. (وصلة مؤرشفة.)
- شينجي والأصدقاء السعداء: مهمات المنطق. (وصلة مؤرشفة.)
- شينجي والأصدقاء السعداء: اصطدام هانافودا الثاني. (وصلة مؤرشفة.)